# Ренёвская
Реневская — деревня в Омутнинском районе Кировской области. Входит в Вятское сельское поселение.

## География
Находится на правобережье Вятки на расстоянии примерно 17 километров по прямой на северо-восток от районного центра города Омутнинск.

## История
Образовалась до 1720 года. В 1782 году учтено 46 податных душ. В 1891 году было дворов 19, жителей 101, в 1926 году 22 и 129 соответственно. В период коллективизации был основан колхоз "Труженик", позже работали колхозы "Боец", "Коммунар" и совхоз "Зиминский".

## Население
Постоянное население  составляло 25 человек (русские 92%) в 2002 году, 18 в 2010.